# 新澤西州起義
新澤西州起義（英語：Rising of New Jersey），是指1776年12月美國獨立戰爭期間，新澤西州民兵與英國軍隊的多場戰鬥。
1776年12月7日，喬治·華盛頓帶領大陸軍撤退到新澤西州與賓夕法尼亞州交界，而英軍則在12月8日追擊至特倫頓，與大陸軍在特拉華河對峙。受到英美軍隊的刺激，效忠派與革命派居民互相襲擊對方，令到地方秩序完全失控。正當局勢日益混亂之際，英國及黑森士兵的徵用物資行動也逐漸變質，淪為大規模的搶掠與強姦，就連效忠派居民亦深受其害。這使愈來愈多新澤西人對英軍反感。
12月中旬，特倫頓四周的平民開始自發組成民兵，攻擊英國的巡軍及哨站，使英軍連番受創。雖然這些民兵大多獨立行事，卻對大陸軍有極大幫助。當華盛頓在聖誕節翌日渡河攻打特倫頓時，駐守的黑森士兵早已疲憊不堪，而旁邊博登鎮的駐軍又被南新澤西的民兵引開，協助大陸軍於特倫頓戰役取勝。踏入1777年，新澤西州起義升級為糧草戰爭，英軍與民兵的戰火蔓延至新澤西州各地。

## 背景

### 獨立戰爭波及新澤西州
1776年11月，大陸軍在華盛頓堡攻城戰落敗。喬治·華盛頓在11月19日開始向新澤西州撤退，最後在12月2日抵達特倫頓，期間查爾斯·康沃利斯的追兵一直緊隨其後。特倫頓位於特拉華河河畔，與賓夕法尼亞州遙相對望。當康沃利斯繼續向南追擊時，華盛頓便橫渡特拉華河，並將新澤西河岸的所有船艦徵用拆毀。
12月8日，英軍佔據特倫頓。當時英軍已經分散到新澤西州各個哨站，以重建殖民管治及地方秩序。由於華盛頓的軍隊已經瀕臨崩潰，故此北美英軍總司令威廉·何奧爵士到特倫頓巡視後，便決定停止追擊，下令士兵過冬。與此同時，何奧又在11月30日頒佈另一次特赦令，要求居民在60日內向英國宣誓效忠，試圖以和平手段恢復殖民管治。
12月13日，何奧委任詹姆士·格蘭特少將統轄全新澤西州軍務，並將三個旅的軍力分散駐守：卡爾·馮·多諾普率領三個黑森擲彈軍團、一支獵兵及六門野戰炮，駐守博登鎮；湯馬斯·史特靈（Thomas Stirling）上校率領第42步兵軍團的蘇格蘭高地步兵，連同一支獵兵及兩門重炮，駐守伯靈頓市，防止賓夕法尼亞州的美國軍艦沿特拉華河北上進攻；約翰·拉爾率領三個精銳黑森軍團，駐守特倫頓。這三支駐軍由亞歷山大·列斯利准將負責後援。列斯利共有一個旅的兵力，分別駐守普林斯頓、希爾斯堡鎮及不倫瑞克市。新澤西州其他地區，由愛德華·馬修的軍隊駐守。

### 新澤西州的地方派系
當美國獨立戰爭的戰火蔓延至新澤西州時，州內的地方衝突正日益加劇。早在1775年4月列星頓和康科德戰役爆發後，革命派民兵便逐步將北美十三州的英國駐軍驅逐出境，交由各省的地方民選議會接過管治。在權力交接期間，效忠派的居民經常與革命派發生武裝衝突，但往往因勢孤力弱而被迫屈服。故此，效忠派居民一直對英國軍隊引頸而待。當英軍在12月初逐步接管新澤西州時，進取的效忠派居民隨即把握機會，四出緝捕革命派居民。其中第二屆大陸會議議員、美國獨立宣言簽署人理查·史托頓更在蒙茅斯縣被捕，然後遭到虐待，並被迫簽字向喬治三世效忠。由於蒙茅斯縣的效忠派積極支援英軍，使華盛頓早在11月24日便要派民兵前往鎮壓。此外，部分黑奴又叛變投靠效忠派一方，以圖爭取自由，令到局勢更形複雜。
至於革命派方面，新澤西州全省的英裔加爾文宗信徒、普林斯頓的長老宗信徒、艾塞克斯縣的公理會信徒、與摩里斯縣及薩塞克斯縣西北的蘇格蘭-愛爾蘭居民，大多支持革命。他們在英軍到達前便逃離鄉鎮，到賓夕法尼亞州繼續從事革命。班傑明·魯殊形容逃走人數之多，使到普林斯頓幾乎形同死城。紐華克等西南鄉鎮亦有相近情況。
在革命與效忠派之外，各個社群居民又有不同反應。貴格會的信徒因篤信和平與非暴力，而盡量保持中立，只有極少數信徒投身革命或效忠派。更多的新澤西州居民選擇被動服從。比如博根縣的荷蘭移民雖然歡迎英軍重臨，又願意宣誓效忠，卻沒有積極提供協助。另一些居民則成為騎牆派，同時討好革命與效忠兩面陣營。

### 英軍搜掠與強姦
英軍進入新澤西州後，便開始四出搜掠。英軍外出搜掠的主因，乃因軍隊的所有補給，都要經大西洋越洋運送，遠遠不敷應用。到1776年12月，英軍已經連續征戰四個月，士兵的軍裝與軍鞋大都破損，而傷兵也亟需休息治理。然而，英軍的補給線卻繼續拉長，使糧食補給也出現困難。出於無奈，何奧在12月初下令各支駐軍自行搜集糧食及燃料過冬。為免搜集行動變質，何奧及格蘭特都明令士兵必須向地方家庭付費，而軍官也必須以清單詳列軍隊所需，不得任意奪取。
然而，搜集物資行動隨即變為掠奪。英軍及黑森士兵大多沒有結帳，連賖借單據也欠奉。當新澤西州農戶拒絕交易時，英軍便根據清單強行徵用物資。由於英軍各種物資都告短缺，士兵開始搜掠睡床、毛毯及鞋襪等等物品，最後發展為任意掠奪。何奧與利奧波德·菲力·馮·海斯特兩人雖然多次嚴令禁止，甚至准許憲兵即時絞死犯罪軍人，但情況仍繼續惡化。此外，黑森士兵及隨軍婦女更不分家庭的政治傾向，而恣意燒掠。他們往往帶備馬車出動，然後將各間房屋的所有財產物資搶走，預備在戰爭結束後帶回黑森。相比之下，大陸軍的士兵雖然都有搜掠物資，但大多局限於小規模的竊盜食物，故此沒有激起劇烈民憤。
在搶掠以外，英軍與黑森士兵亦四出強姦婦女。何奧本人並不相信英軍有大規模強姦婦女，他只收到一宗強姦案報告，而該案的受害者更不願意作出起訴。故此，何奧認為所謂大規模強姦，只是革命派的宣傳伎倆。然而新澤西州及紐約州的州長、法官及神職人員，都收到大量的強姦及輪姦報案，而且受害者更包括老人、孕婦以及幼童。犯案者也不限於下級士兵，連軍官也牽涉在內。

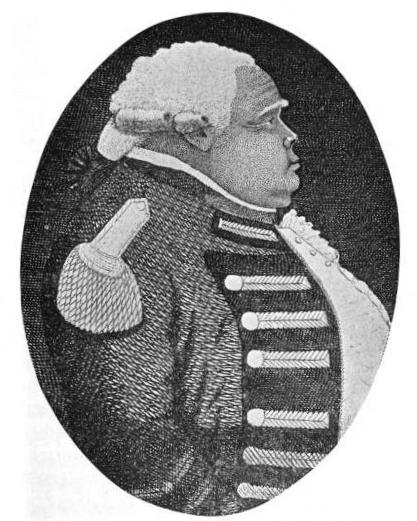
詹姆士·格蘭特畫像。格蘭特在1776年12月獲任命為新澤西州的總司令，但其人一直鄙視美洲及黑森士兵，以至輕視了特倫頓所受的壓力，最終引致黑森士兵在特倫頓之敗。
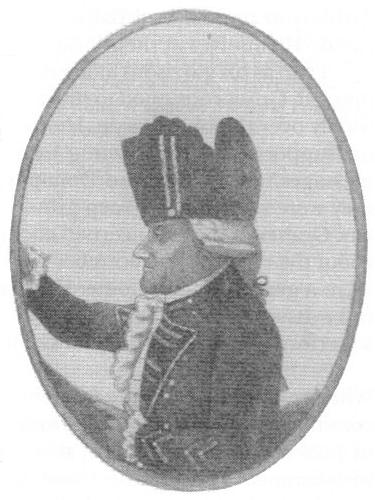
亞歷山大·列斯利准將畫像。列斯利參與長島會戰等戰役，後來駐守於新澤西州普林斯頓。他是惟一一個英國軍官有派軍支援特倫頓，嘗試減輕該處壓力。
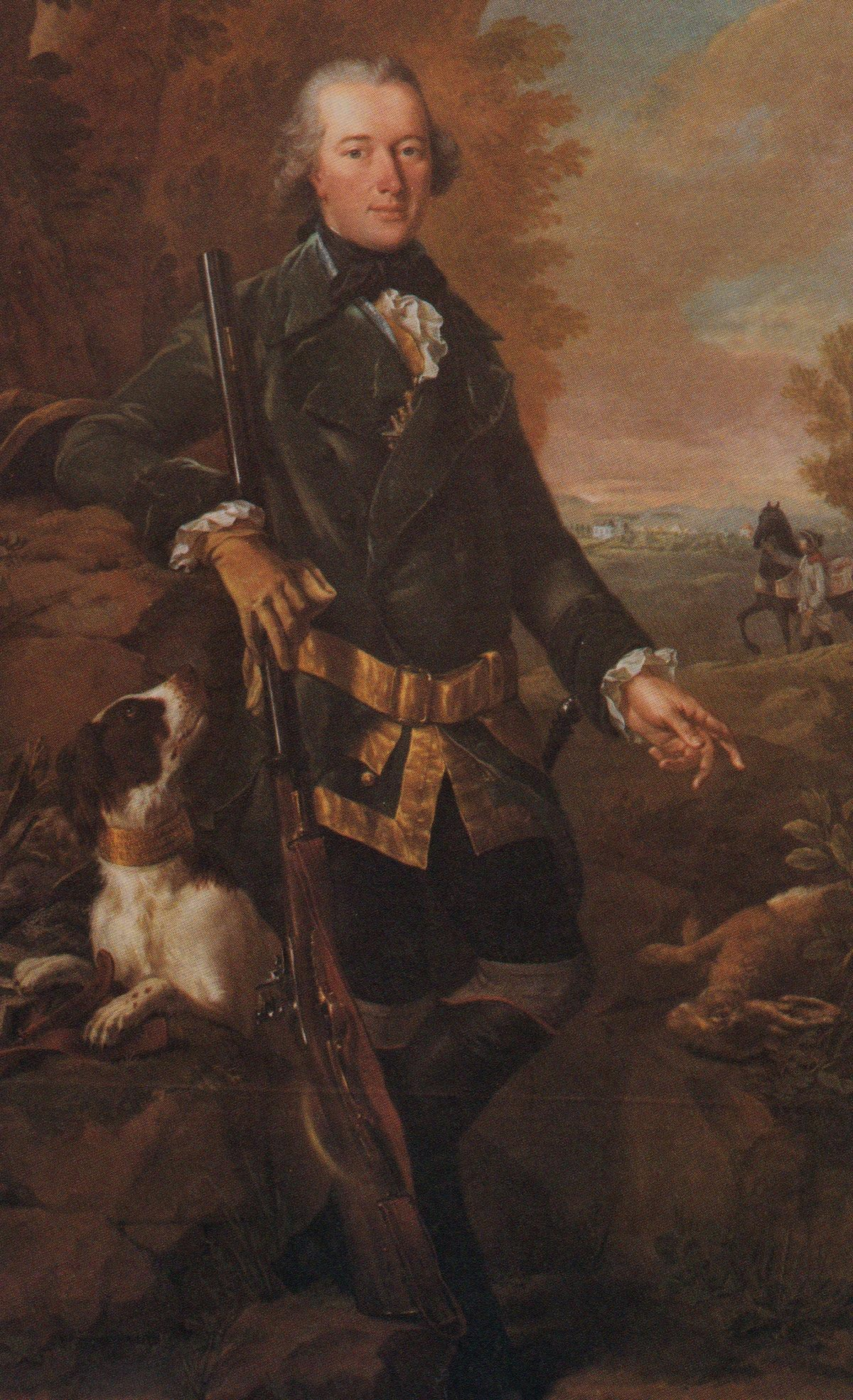
卡爾·馮·多諾普畫像。多諾普負責守備特倫頓東南面的博登鎮，但他在12月23日到荷利山鎮壓起義，然後在當地留宿多日，以至無法支援特倫頓。多諾普後來在1777年的費城戰役陣亡。

## 平民起義
英軍及黑森士兵的惡行，迅即激起新澤西州居民猛烈反抗，甚至部分效忠派居民也加入其中。這些平民經常伏擊走散的英軍小隊，更以軍官為首要目標，在開火後便即時逃跑。何奧本人也曾遭遇這些突襲。這些攻擊令到英軍及黑森士兵壓力大增，每日都有軍官及士兵傷亡。當何奧下令英軍可以將伏擊英軍的平民即時絞死時，反而加劇民間反抗，使地方局勢完全失控。

### 亨特敦縣
與此同時，華盛頓派人於賓夕法尼亞州的特拉華河岸佈防，同時召集新澤西州的民兵領袖，請他們到各地收集情報，以備反攻。民兵准將菲利蒙·迪金遜受命後，到特倫頓北面的亨特敦縣視察，發現當地的民情洶湧，大量平民早已自發攻擊英軍的搜掠部隊，其中英國皇家海軍上將、第一代基利從男爵佛蘭西斯·基利的長子，更在12月14日於安維鎮中伏喪生。結果迪金遜決定不等華盛頓命令，而協助平民組織攻勢。
12月15日，錢伯士上校（David Chambers）帶領一支民兵，襲擊安維鎮附近的英軍巡哨。稍後這批民兵主要在特拉華河岸、特倫頓往富萊明頓、特倫頓往普林斯頓等三條道路埋伏，專門針對特倫頓的搜掠部隊。這使拉爾的黑森士兵及英國龍騎兵傷亡不絕，迫使拉爾將巡哨部隊的人數增至100人以上。到12月20日，特倫頓的駐軍已經無法控制北面特拉華河的碼頭，而通往普林斯頓的道路更滿佈伏兵。

### 賓夕法尼亞州邊界
正當拉爾忙於應付北方的亨特敦民兵時，西面的賓夕法尼亞州平民亦加入戰團。受華盛頓所託，賓夕法尼亞州民兵准將詹姆士·伊榮負責在特倫頓對岸防守。然而伊榮卻非常好戰，眼見手下部隊有近30門火炮，兼且獲得平民的支持，決定私下發動進攻。12月17日，伊榮在火炮掩護下，渡河攻打特倫頓東南的碼頭，襲擊該處的黑森獵兵哨站，放火焚毀數座房屋，然後即時撤走。當拉爾得悉哨站遇襲而派人增援時，伊榮等人已經回到賓夕法尼亞州。
12月18日早上，伊榮率領兩倍於昨日的突襲部隊，再次攻打哨站，使黑森士兵又再受挫。由於伊榮掌握河道優勢，令黑森士兵處於下風，拉爾只好下令特倫頓駐軍必須在日出前起床，然後派一個連的步兵出發，搬動兩門大炮到碼頭防守，直到傍晚才與大炮一同返回。不過，伊榮未再發動正面進攻，而是等待碼頭的黑森士兵聚集，再用火炮隔河攻擊。雖然這些炮擊只造成輕微傷亡，但黑森士兵卻飽受心理壓力及體能損耗。12月21日晚，伊榮下令民兵塗黑面孔，潛行渡過特拉華河，再由東面進入碼頭，放火焚燒數座房屋，然後在夜色掩護下輕易撤退。連番攻擊，令到黑森守兵士氣大挫。
正當拉爾無計可施之際，間諜及效忠派居民均有消息傳來，指大陸軍即將渡河攻擊。拉爾隨即向後方多次寫信求援。不過，拉爾只獲得列斯利於18日及21日兩次增援，而這些部隊也被拉爾派駐於特倫頓與普林斯頓之間的道路，避免遭到民兵切斷包圍。至於多諾普雖然就在特倫頓東南面的博登鎮駐守，但他也被民兵侵擾不休，無法提供援助。至於總司令格蘭特則認為拉爾只是誇大事件。他更向拉爾回覆，稱「李、蓋茨及阿諾德三人，在賓夕法尼亞州只有不多於8,000人。這些士兵沒有衣服鞋襪，幾乎要赤裸上陣，還沒有糧食毛毯及各種補給......特拉華河沿岸也只有不多於300名敵兵，主要目標只會是我們的龍騎兵。」
12月21日至25日，特倫頓仍屢次遭到民兵侵擾。12月26日，特倫頓戰役爆發，黑森士兵大多向華盛頓投降，而拉爾則負傷而死。

### 南新澤西與荷利山之戰
在特倫頓東南面，多諾普的黑森士兵駐守於博登鎮，而史特靈的蘇格蘭高地兵則駐守於伯靈頓，面向新澤西州南部。這些地區的反英情緒同樣高漲，其中以格洛斯特縣、坎伯蘭縣及沙崙縣最為嚴重。
在10月初，大陸軍軍官塞繆爾·葛萊芬上校負傷撤出紐約，然後到南新澤西養傷。當時葛萊芬的部隊已經解散，只有數名維珍尼亞州及賓夕法尼亞州士兵陪伴在側。然而，當英軍及黑森士兵燒掠強姦的消息傳開後，大量平民開始組成民兵，並投靠到葛萊芬旗下。到12月中，葛萊芬手下已有超過500人，而且人數繼續增加。結果，葛萊芬率領民兵到摩斯鎮駐紮，預備攻打多諾普的基地。
12月21日，葛萊芬的600名民兵越過荷利山，突襲了伯靈頓南方的哨站，然後在22日與黑森獵兵交火。這兩場戰事不但引起黑森及蘇格蘭駐軍關注，連大陸軍的從軍秘書約瑟·李德也為之注目。多諾普與史特靈決定一同帶軍討伐，而李德則趕忙向葛萊芬寫信，委託他引開博登鎮與伯靈頓的士兵，以配合大陸軍突襲特倫頓。
12月23日，多諾普率領3,000人南下迎擊，但葛萊芬的民兵卻撤回荷利山。當多諾普繼續追擊時，民兵已經棄山而去。當南新澤西的威脅已經解除時，多諾普卻犯下了嚴重錯誤。他先下令士兵將荷利山洗掠一空，然後任由士兵打開酒窖暴飲，自己則與一名「漂亮的年輕寡婦」留宿。多諾普繼續留在荷利山，到27日才率領部隊返回駐地。由於荷利山與特倫頓距離甚遠，拉爾因此陷入孤立無援，最後在26日的特倫頓戰役兵敗而亡。

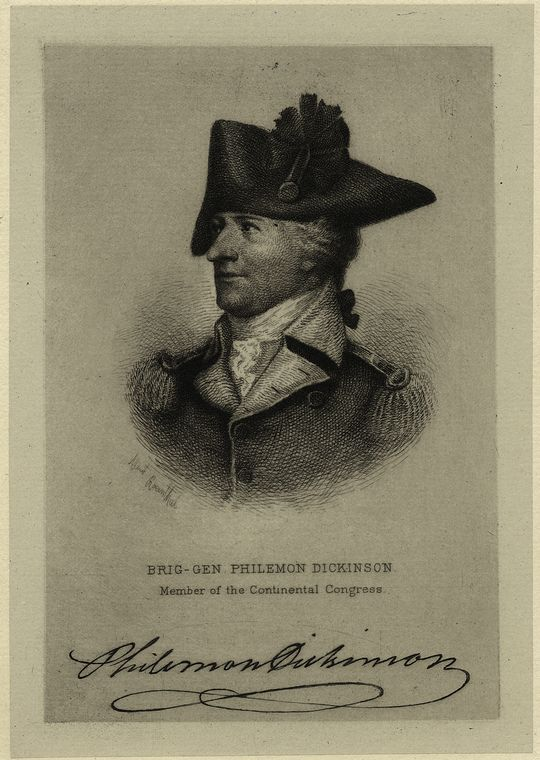
菲利蒙·迪金遜（英语：Philemon Dickinson）畫像。迪金遜是特倫頓居民，本來為執業律師，並沒有加入大陸軍。他的准將軍銜只適用於新澤西州的民兵組織。當華盛頓撤退至賓夕法尼亞州時，迪金遜受命到亨特敦縣視察，發現該處群情洶湧，便組織平民伏擊英軍。迪金遜後來陞任民兵中將，並獲選為特拉華州的大陸議會代表，於戰後獲選為新澤西州參議員。
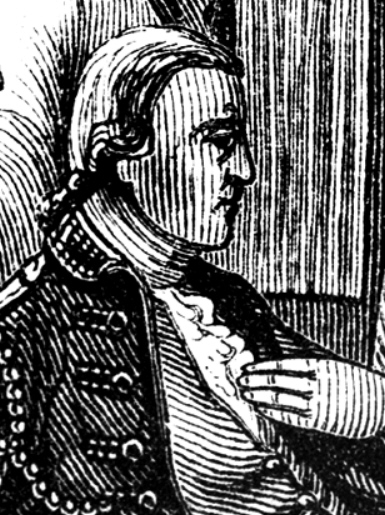
約翰·拉爾畫像。拉爾是特倫頓的黑森守將，其精兵在白原戰役及華盛頓堡攻城戰屢立戰功，卻在特倫頓遭到民兵侵擾不休。12月26日特倫頓戰役中，拉爾被華盛頓的軍隊射傷，最後重傷不治。
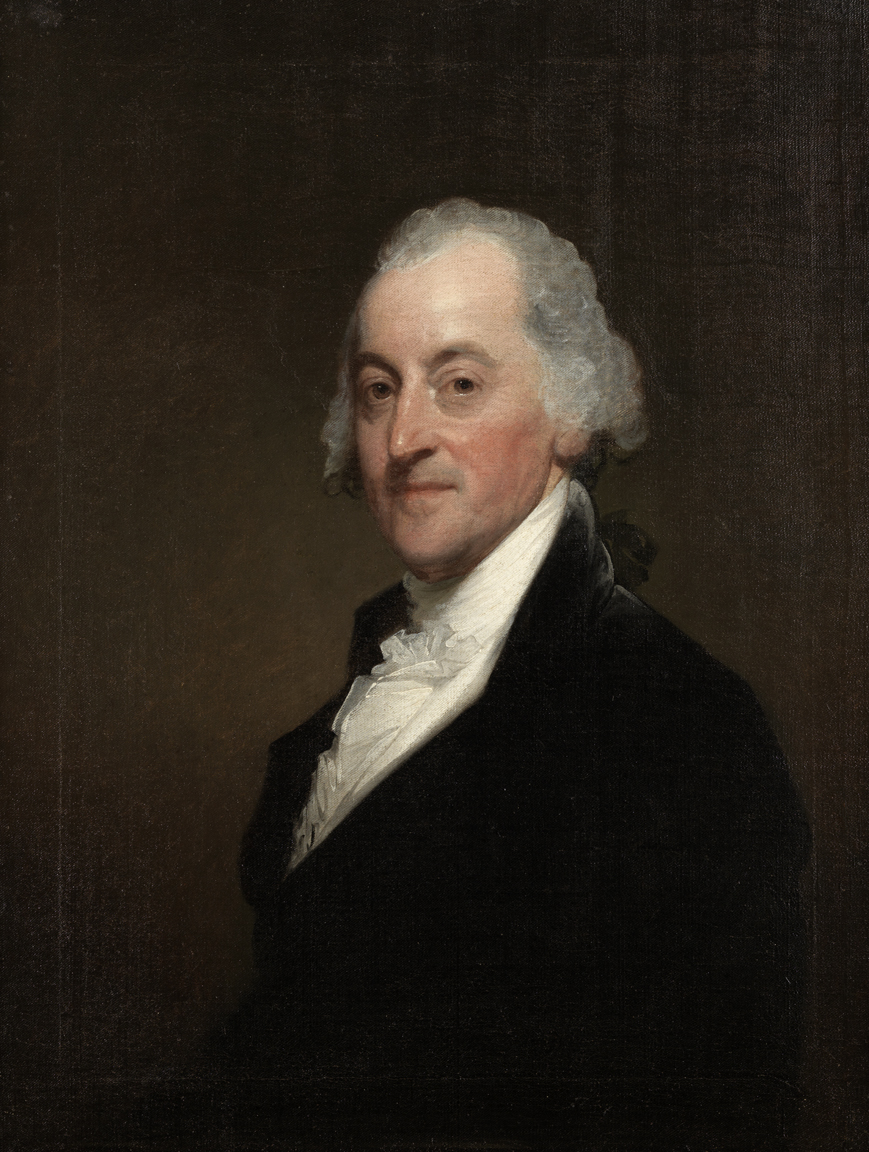
塞繆爾·葛萊芬（英语：Samuel Griffin）畫像。葛萊芬本來是大陸軍的上校，在哈林高地戰役中受傷，然後調到新澤西州養傷。後來南新澤西州平民開始起義，在組成民兵後投靠到葛萊芬旗下。結果葛萊芬決定向黑森及蘇格蘭守軍發動進攻。這些襲擊支開了伯靈頓及博登兩地的守軍，無意中協助了華盛頓渡河突襲特倫頓。

## 後續影響
新澤西州起義並沒有隨特倫頓戰役而結束。在阿孫平克溪戰役及普林斯頓戰役期間，新澤西民兵多次狙擊英軍軍官，使康沃利斯的行軍屢受拖延。踏入1777年，英軍退守不倫瑞克市過冬，繼續派士兵四出搜掠糧食，而起義民兵也隨之而到處伏擊；效忠派與革命派的武裝衝突也不斷加劇。1777年1月至3月，戰火已經蔓延至新澤西州全省，成為糧草戰爭的一部分。
新澤西州起義對獨立戰爭的局勢有重要影響。對英軍而言，英國的戰略目標是恢復殖民管治，而方法則包括武力鎮壓叛亂、爭取效忠派協助及特赦放棄革命的平民。然而英軍四出擄掠強姦，反而加劇了殖民地的叛亂，喪失部分效忠派的支持，還壯大了革命勢力，最終令到英軍陷入戰術困境：大陸軍從平民獲得大量英軍情報、拉爾的黑森士兵因過勞而反被民兵牽制、多諾普又被民兵引開，致使特倫頓失去援助。當美國革命因紐約之敗而陷入危機之時，新澤西州起義卻令革命死灰復燃。